# Les « Pétroleuses » (livre)
Les « Pétroleuses » est un récit historique du rôle des femmes pendant la Commune de Paris en 1871, écrit par l'historienne française Édith Thomas, publié en 1963.

## Historiographie
L'essai retrace la place des femmes de façon générale, il étudie le comportement et l'apport des femmes dans la vie sociale, intellectuelle et politique de la Commune. Il ne se concentre pas sur l'image des incendiaires. Il ne met pas un accent particulier sur le rôle de Louise Michel dans les événements de la Commune, s'intéressant à d'autres femmes comme André Léo ou Élisabeth Dmitrieff.
Thomas distingue deux domaines : l'organisation du travail et l'enseignement.

## Éditions
France
- Les « Pétroleuses », 1963, Gallimard, collection La Suite des temps, 295 pages.
- Les Pétroleuses, 2019, L'Amourier éditions, collection Bio, préface de Bernard Noël, 362 pages[1].
- Édith Thomas, Les « Pétroleuses », Paris, Gallimard, coll. « Folio Histoire », 2021 (1re éd. 1963), 394 p. (ISBN 978-2-07-287973-9).

## Traduction
Le livre est traduit en anglais en 1966 par James et Starr Atkinson sous le titre The Women Incendiaries.